# Закирова, Луиза Каримовна
Луиза Каримовна Закирова (Зокирова; род. 7 января 1938 года) — советская узбекская эстрадная певица. Заслуженная артистка Узбекской ССР (1964).
Дочь оперного певца Карима Закирова, сестра Фарруха Закирова. В 1954 году, будучи школьницей, дебютировала на эстраде, исполнив индийскую песню «Tu Ganga Ki Mauj» из кинофильма «Байджу Бавра» на правительственном концерте, посвящённом визиту первого премьер-министра Индии Джавахарлала Неру с его дочерью Индирой Ганди в Советский Союз.
Выступала со своим братом Батыром Закировым, была солисткой созданных братом молодёжного ансамбля «Юность» и Государственного эстрадного оркестра Узбекской ССР. В 1957 году на Всемирном фестивале молодёжи и студентов исполнила песню «Наманганские яблоки». В 1968 году участвовала в съёмках фильма-концерта «Похищение» (Батыр и Луиза Закировы исполнили «Песню о счастье»). Была одним из создателей и ведущей ташкентского Мюзик-холла. В конце 1970-х годов после расформирования Мюзик-холла стала солисткой ансамбля «Навруз». В 1984 году оставила сцену.
В 1995 году эмигрировала в США, живёт в Нью-Йорке.

## Семья
Муж — ударник Пулат Мордухаев, дочь — Наргиз Закирова.